# Al Olympic Zaouia
Maillots
Actualités
Al Olympic Sporting Club (en arabe : نادي أولمبي الزاوية الرياضي), plus couramment abrégé en Al Olympic, est un club libyen de football fondé en 1947 et basé dans la ville de Zaouia.
Il s'agit du seul club du pays n'étant pas de Tripoli ou de Benghazi à avoir remporté le championnat de Libye.

## Palmarès
| \| - Championnat de Libye (1) : - Champion : 2003-04. - Coupe de Libye : - Finaliste : 2005-06. \| \| - Supercoupe de Libye : - Finaliste : 2004. \| |  |                                             |
| - Championnat de Libye (1) : - Champion : 2003-04. - Coupe de Libye : - Finaliste : 2005-06.                                                         |  | - Supercoupe de Libye : - Finaliste : 2004. |